# Cynortosoma cuneata
Cynortosoma cuneata is een hooiwagen uit de familie Cosmetidae.